# 白黑兵鯰
白黑兵鯰，是輻鰭魚綱鯰形目美鯰科的其中一種。

## 分布
本魚分布於南美洲祕魯、厄瓜多、哥倫比亞的亞馬遜河流域。

## 特徵
本魚除胸鰭基部和腹面外，魚體上遍布著間距規則的醒目黑斑。眼睛周圍的深色條紋朝向背鰭彎曲狀，背鰭上有深色的寬邊和一直擴展到背面的深色斑，眼睛後部為灰金色。體長可達4.5公分。

## 生態
本魚棲息於淡水溪流或池塘，性情溫和，喜群游，屬雜食性，以蠕蟲、甲殼類、昆蟲、植物等為食。

## 經濟利用
為觀賞性魚類。